# Volkstaat

De in 1995 geregistreerde Vrijheidsvlag

De Volksstaat (Afrikaans: Volkstaat) is een voorgestelde staatsvorm waarin Afrikaners een onafhankelijke, federale of confederale staat kunnen stichten. Dit betekent dat Afrikaners een thuisland zouden hebben.
Sinds de afschaffing van de Apartheid voelen sommige Afrikaners zich overheerst door de zwarte meerderheid van het land, hierdoor hebben kleine groepjes Afrikaners gekozen om bij elkaar te gaan wonen in nederzettingen. Twee van deze nederzettingen zijn Orania in de Noord-Kaap en Kleinfontein in Gauteng. De Afrikaners hebben een eigen vlag ontwikkeld, de Vrijheidsvlag.

## Het idee
De Afrikaners die een Volksstaat nastreven vinden dat dat gebied een basisvereiste is voor het voortbestaan van de Afrikaanse taal, cultuur en geloof. Hun argument luidt dat wanneer een volk niet over een eigen grondgebied beschikt, de status van die groep alsmaar verandert naar een minderheidsgroep.
Het idee om Zuid-Afrika in verschillende staten onder te verdelen was niet enkel een idee van de Afrikaners. Een van de belangrijkste liberalen uit de jaren 1930 en 1940, Alfred Hoenlé, wilde Zuid-Afrika verdelen om de zwarten te beschermen tegen de onderdrukking van de blanken Zuid-Afrikanen en om een rassenconflict te voorkomen. De Duitse schrijver en waarnemer Klaus von der Ropp had tijdens een ontmoeting in 1987 tussen de Afrikaner Akademici en het ANC in Senegal al voorgesteld om de zwarten echte onafhankelijkheid te geven.

## Reden voor het oprichten van een Volksstaat

### Beperkte politieke macht
Afrikaners vormen een vrij kleine minderheidsgroep in Zuid-Afrika en hebben hun macht aanzienlijk zien slinken na de machtsoverdraging tijdens de democratische verkiezingen van 1994.
De Afrikaners hebben dus maar beperkt zeggenschap in de regeringsbeslissingen die hun dagelijkse leven omtrent onderwijs, belastingen en overheidsuitgaven enorm beïnvloeden. Dat tekort aan politieke macht heeft een streven naar een eigen staat alleen maar doen toenemen.

### Misdaad

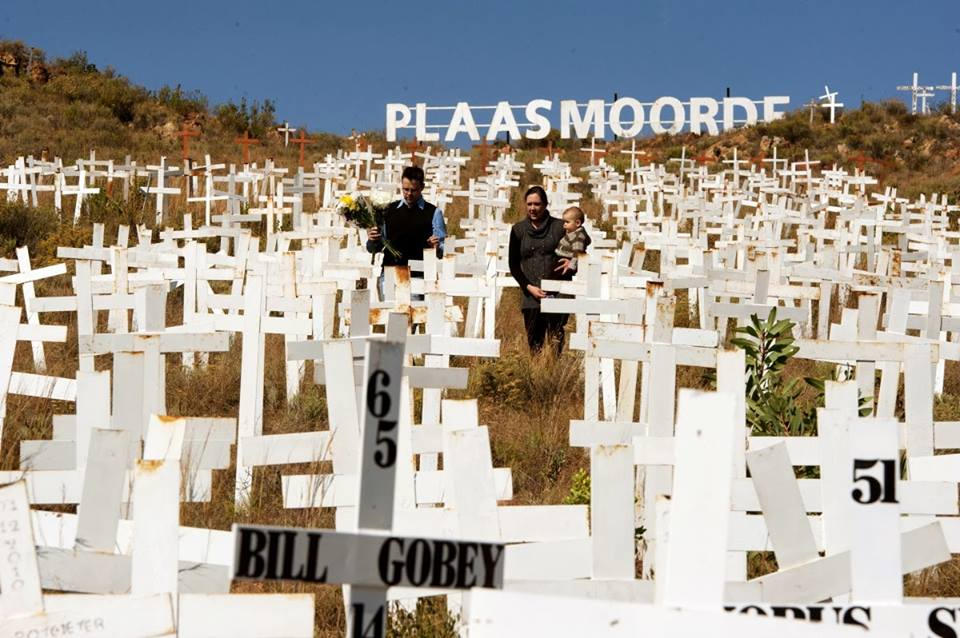
Een kruis voor elke slachtoffer van de 'plaasmoorde'

Vele Afrikaners hadden gehoopt dat na de democratische verkiezingen van 1994 de enorme misdaad ging afnemen maar dat is nooit gerealiseerd, integendeel. Aanhoudende criminaliteit heeft het onveiligheidsgevoel alleen maar versterkt.
Veel blanke boeren zijn daarbovenop nog eens het slachtoffer van 'plaasmoorde', erfaanvallen op blanke boeren. Hierbij worden de boer en hun hele familie beroofd, de vrouwen verkracht, de mannen gemarteld en uiteindelijk in veel gevallen vermoord. Tussen 1998 en 2001 werden er 3500 erfaanvallen geregistreerd en tijdens die aanvallen zijn 541 boeren, hun familie en hun arbeiders vermoord.
Vele Afrikaners beschouwen deze erfaanvallen als een racistische veldtocht om op gewelddadige wijze de Afrikaners van hun land te verdrijven. In 2001 wendde de Zuid-Afrikaanse partij Vrijheidsfront Plus zich tot de Commissie voor de rechten van de mens van de Verenigde Naties om druk uit te oefenen op de Zuid-Afrikaanse regering om iets te doen aan de erfaanvallen, die door velen werd gezien als een etnische slachting. De toenmalige partijvoorzitter van Vrijheidsfront Plus, Pieter Mulder, kaartte aan dat de meeste erfaanvallen goed georganiseerd waren en dat de motieven van deze daden niet alleen maar crimineel getint waren. Mulder ging nog verder en vond dat er een anti-Afrikanerklimaat in Zuid-Afrika heerste en dat de mensen die terechtstonden voor moord op Afrikaners dikwijls onder luid applaus in de rechtszaal werden onthaald en toegejuicht.

### Taal en cultuur
Sinds 2002 zijn er verscheidene dorpen met een geschiedkundige Afrikaanse naam die nog door de Voortrekkers gegeven zijn hernoemd. Enkele voorbeelden hiervan zijn:
- Pietersburg = Polokwane
- Potgietersrus = Mokopane
- Nelspruit = Mbombela

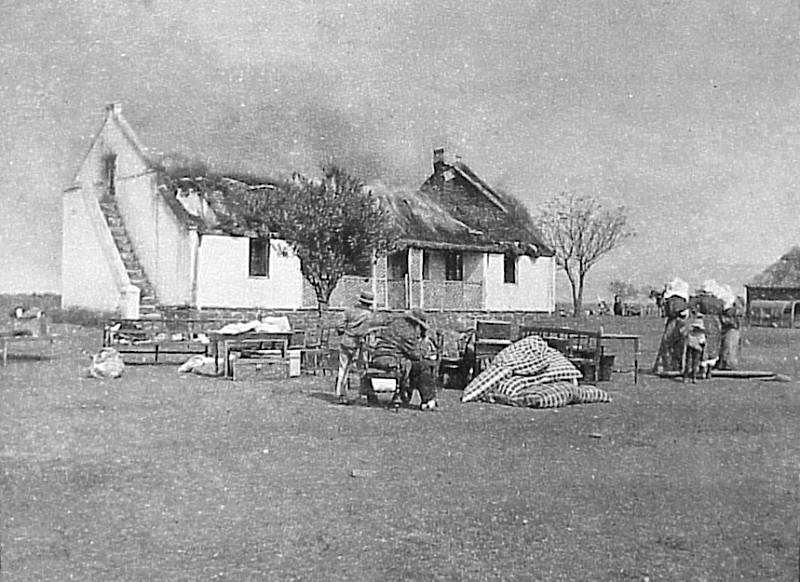
Een platgebrand Afrikanerhuis tijdens de Tweede Boerenoorlog

Terwijl Afrikaanstalige dorpsnamen worden veranderd, worden de Engelse kolonisatienamen zoals Grahamstown en Harrismith niet veranderd. Het is echter niet zo dat de Engelstaligen in Zuid-Afrika in de geschiedenis van het land geen fouten hebben begaan. Tijdens de Tweede Boerenoorlog werden huizen van Afrikaners platgebrand en 27.927 Afrikaners, vrouwen en kinderen – van wie 22.074 onder de 16 jaar – kwamen in concentratiekampen om door ontbering, ziekte en uitputting.
Eveneens in 2002 besloot de regering dat alle staatsdepartementen voor hun communicatie slechts één taal mochten kiezen, waardoor eigenlijk alle staatsambtenaren werden gedwongen om uitsluitend in het Engels te communiceren.
Maar in vijf van de 31 universiteiten in Zuid-Afrika werd historisch gezien in het Afrikaans onderwezen: in de Universiteit van de Vrijstaat, de Potchefstroomse Universiteit, de Universiteit van Pretoria, de Randse Afrikaanse Universiteit en de Universiteit van Stellenbosch. In 2002 kondigde onderwijsminister Kader Asmal aan dat alle Afrikaanstalige universiteiten hun richtingen ook in het Engels moesten aanbieden terwijl de Engelstalige universiteiten dat andersom niet moesten doen. Een door de regering aangestelde commissie had aanbevolen dat twee Afrikaanstalige universiteiten behouden moesten blijven om Afrikaans als een academische taal te behouden maar volgens de regering is "het behouden van Afrikaanstalige universiteiten contraproductief om hun doel voor een hervormend hoger onderwijs te bereiken".

### Werkloosheid en armoede
De werkloosheid onder de blanken is enorm laag ter vergelijking met het nationaal gemiddelde. 10% van de blanken waren werkloos in 2001 terwijl het nationaal gemiddelde toen op 37% lag. Toch kende de blanken een enorme werkloosheidsverhoging tussen 1995 en 2001, toen steeg de werkloosheid van blanken met maar liefst 197% terwijl het nationaal gemiddelde toen 27% was. In 2001 waren er 228 000 blanke economisch actieve werklozen en dat heeft alles te maken met de rassenquota's die de Zuid-Afrikaanse regering werkgevers opleggen. Hierdoor is het veel moeilijker voor blanken om openstaande vacatures in te vullen. Dit heeft geleid tot een massale emigratie van professionele blanke Zuid-Afrikanen.

## Reactie van de Afrikaners
De bovengenoemde factoren hebben ertoe geleid dat Afrikaners massaal emigreren. De Verenigde Staten, Europa, Australië en Nieuw-Zeeland zijn de populairste bestemmingen voor de meestal hooggekwalificeerde Afrikaners.
Terwijl sommigen geweld zien als de beste oplossing voor hun probleem – de Boeremag is hier een goed voorbeeld van – vinden veel Afrikaners dat zelfbeschikking de beste manier is om hun cultuur, taal en volk te beschermen en om op een vreedzame manier hun minderheidsrechten te verkrijgen. Vele halen ook graag aan dat minderheidsrechten een actueel onderwerp is in de internationale politiek.

## Mogelijkheden om een Volksstaat te creëren

### Wetgeving
Zowel nationale als internationale wetgeving beschermen minderheden op hun recht op zelfbeschikking. Op internationaal vlak is er de internationale verklaring van het economisch, sociaal en cultuurrecht en op nationaal vlak laat Artikel 235 van de Zuid-Afrikaanse Grondwet het recht op zelfbeschikking voor één enkele gemeenschap toe.

### Vrijheidsfront Plus
De Zuid-Afrikaanse politieke partij Vrijheidsfront Plus is de drijfkracht voor het creëren van een Volksstaat. Deze partij die de belangen van de Afrikaners behartigt was verantwoordelijk voor het toevoegen van Artikel 235 in de Zuid-Afrikaanse Grondwet en heeft vertegenwoordigers in het Nationale Parlement van Zuid-Afrika en in verscheidene provincies. Toch slink de steun voor de partij enorm doordat de Democratische Alliantie veel stemmen afsnoept van Vrijheidsfront Plus.

### Gebied voor een Volksstaat
De poging tot het stichten van een Volksstaat is al volop in gang gezet in het Afrikaner-dorp Orania in de Noord-Kaap. De grond waarop Orania gebouwd wordt is privaatbezit en Afrikaners worden aangemoedigd om zich in Orania te vestigen. Ook Kleinfontein, net buiten Pretoria, is een voorbeeld van het proberen vestigen van een Volksstaat.

## Hindernissen

### Onenigheid bij de Afrikaners

De voorgestelde grenzen van de Volksstaat

De onenigheid wordt veroorzaakt door het kiezen van de meest geschikte plaats voor een Volksstaat.
Vrijheidsfront Plus verkiest de onderontwikkelde Noord-Kaap waar Orania zich bevindt. Dit zou de meest haalbare optie zijn doordat er geen landkwesties kunnen ontstaan door de zeer lage bevolkingsdichtheid in de Noord-Kaap. Ook dat er een kustlijn is zorgt voor een natuurlijke hulpbron.
Andere Afrikaners willen graag dat de Volksstaat zich dicht bij Pretoria bevindt, aangezien dit gebied al erg economisch actief is en er een grote hoeveelheid van de Afrikanercultuur zich in deze stad bevindt.
Anderzijds hoopt een groot deel van de Afrikaners echter nog steeds dat het nieuwe Zuid-Afrika dat door Nelson Mandela, Frederik-Willem De Klerk, Desmond Tutu en Beyers Naude werd voorgesteld er nog komt. Dat moet een Zuid-Afrika zijn met een rassenverzoening en gelijke rechten voor iedereen, blank en zwart. De nodige steun voor een Volksstaat is er dus nog niet maar dat kan nog groeien als het nieuwe Zuid-Afrika maar niet komt en de vervreemding van de Afrikaners blijft voortduren.

### Openbare opinie
Terwijl een onafhankelijke Volksstaat er eigenlijk voor moet zorgen dat racisme en alle vormen van discriminatie vermeden wordt vinden de meeste zwarte Zuid-Afrikanen een Volksstaat een vorm van racisme. Ook vinden sommige dat dit de laatste poging is van de rechtse Afrikaners om hun ideologie op te leggen waarbij er terug een blanke meerderheidsregering zou zijn waarvan de zwarten terug de dupe zouden worden.

### De Zuid-Afrikaanse regering
Op 4 juni 1998 zei de minister van Staatkundige Ontwikkeling en Provinciale Zaken, Valli Moosa, in een parlementair debat dat "het streven van sommige Afrikaners tot het ontwikkelen van de Noordwest-Kaap tot een Volksstaat voor het behouden van de Afrikaanse taal en cultuur is vastgelegd in de grondwet dat dit een legitiem streven is".
De Zuid-Afrikaanse regering – die door het ANC wordt geregeerd – vertrouwen de motieven van de Afrikaners niet wat verklaard kan worden door de apartheidsgeschiedenis.
De regering heeft overwogen om de zelfbeschikking van Orania te beëindigen door het dorp te fuseren met gemeente Hopetown, een gemeente met een zwarte meerderheid. De Oraniërs konden echter hun eis om zelfbeschikking verdedigen door te verwijzen naar Artikel 235 in de Zuid-Afrikaanse Grondwet.
De regering benadrukt echt dat deze maatregelen geen aanval zijn op de Afrikaners, hun taal en/of hun cultuur maar dat het gebied geen bescherming meer krijgt van de overheid.

### Andere politieke partijen
De Democratische Alliantie – de grootste oppositiepartij – is echter tegen een Volksstaat en heeft geeft hier twee redenen voor op:
- De meeste Afrikaners stemmen voor de Democratische Alliantie en als de Afrikaners naar een Volksstaat zouden verhuizen, zal dit een grote klap zijn voor de partij die er naar streeft om over Zuid-Afrika te regeren.
- Een Volksstaat zou schade kunnen aanrichten aan de Zuid-Afrikaanse economie als de buitenlandse investeringen in Zuid-Afrika zouden afnemen.

### Tekort aan middelen

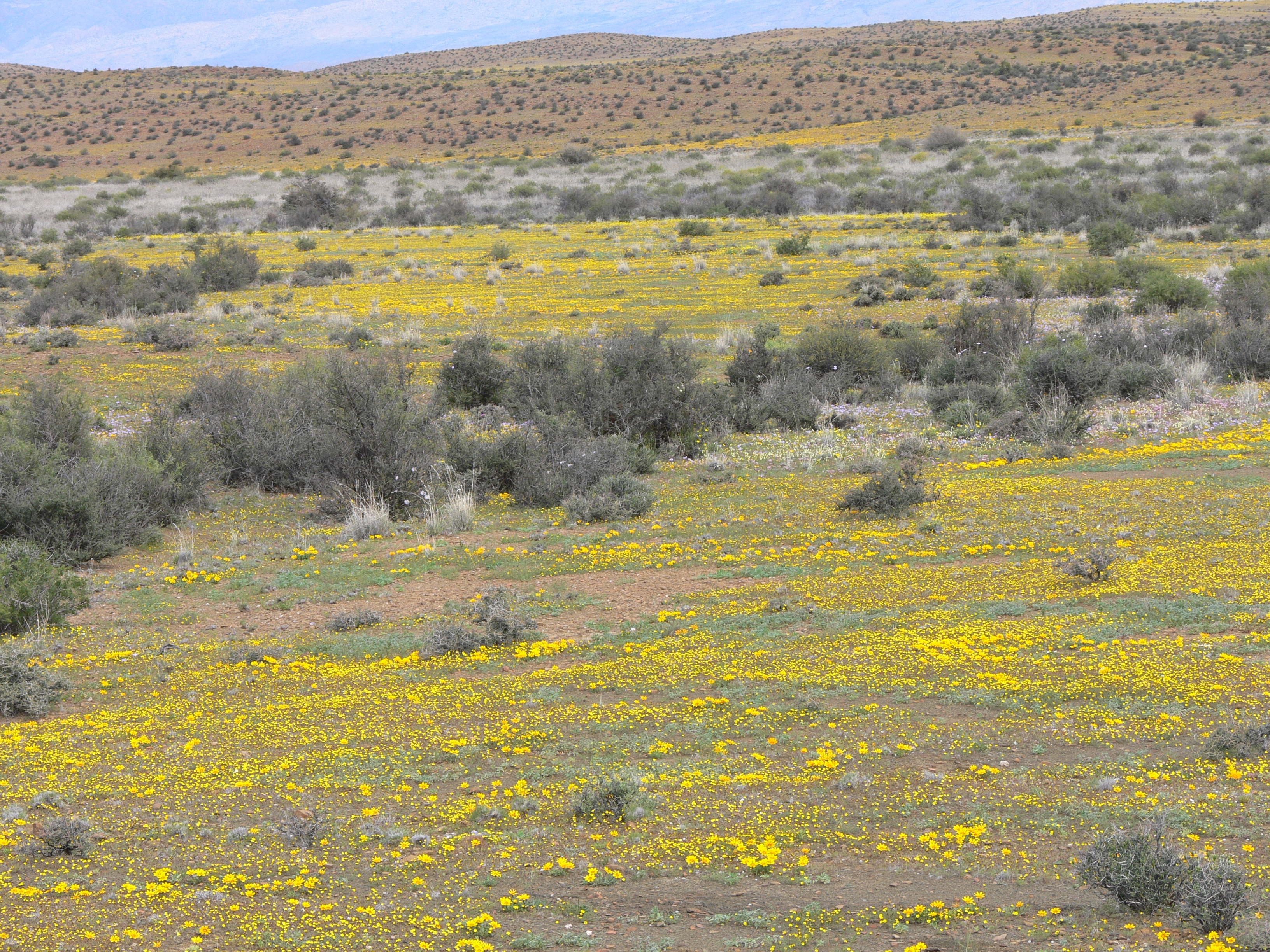
De Noord-Kaap bestaat vooral uit halfwoestijn, de Karoo

Als de Volksstaat zich in de Noord-Kaap zou bevinden – een onderontwikkeld gebied – dan zou dit enorm veel kapitaal vragen om de Volksstaat te voorzien van basisbehoeftes en werkgelegenheid. Afrikaners die een Volksstaat nastreven hebben slechts beperkte middelen en dragen ook veel bij aan de Zuid-Afrikaanse staatskas. Daarnaast moet er ook gedacht worden aan de basisbehoeften zoals brandstof, water en het verbouwen van voedsel.
Om een Volksstaat levensvatbaar te maken is het concept van een eenvoudige landbouw- en cultuurstaat onvoldoende. Doordat er in het voorgestelde gebied weinig natuurlijk middelen zijn en de nijverheid daardoor ook verminderd moet er gefocust worden op de tertiaire sector (dienstensector) en de quartaire sector (zonder winst). Voor dit te verwezenlijken is hoger en gespecialiseerd onderwijs nodig wat op zijn beurt weer hoge financiële en sociale eisen stelt.
Het vinden van de financiële middelen en de ondernemingen om en Volksstaat levensvatbaar te maken is het grootste struikelblok.

### Demografie
De demografische ontwikkeling van de Afrikaners is negatief, een daling van de geboortes en de daarmee gepaarde vergrijzing van de bevolking. Financiële voordelen voor gezinnen met meer kinderen zouden de geboortes terug kunnen laten groeien maar dat zorgt dan weer voor hogere belastingen.

### Mogelijke massa-immigratie
Als de Volksstaat op een succes uitdraait zou dit mogelijk de teloorgang van Zuid-Afrika kunnen betekenen wat dan weer gepaard zal gaan met de ineenstorting van de infrastructuur en de toename van de werkloosheid, de armoede en de misdaad. Er zou een grote druk op de schouders van de Volksstaat komen te staan door potentiële Afrikaner-immigranten. Een grote massa die op dezelfde plaats en op hetzelfde moment toekomen zou hetzelfde als kunnen uitdraaien als in de Europese steden tijden de Industriële Revolutie, veel werkloosheid en slechte levensomstandigheden.

### Terughoudendheid van de plaatselijke inwoners
In Orania werd veel grond opgeëist door de plaatselijke inwoners en als hetzelfde gebeurt in de Volksstaat zou dit kunnen leiden tot protesten. De bewoners kunnen ook weigeren dat hun grond wordt ingelijfd door de Volksstaat. Gentrificatie van het gebied kan ook gepaard gaan met een stijgende erfbelasting.